# 淡路谷慶子
淡路谷 慶子（あわじや けいこ、1981年1月16日 - ）は、日本の女性声優。大阪府枚方市出身。キャラ所属、本名は内海 慶子（うつみ けいこ）。

## 経歴
声優学校のオーディションを経て、2003年に尾木プロ THE NEXTに所属。

2004年、『ジパング』でデビュー。代表作は『ジュエルペットシリーズ』（2009年の無印から2013年の「ハッピネス」まで）のミルキィ。
2016年8月31日付で13年所属した尾木プロ THE NEXTを退所、その後フリーになる。

2017年1月1日にブログで、芸能事務所キャラに所属及び淡路谷（あわじや）慶子に改名。合わせて、2011年に一般人と結婚していたことと0歳と5歳の二児がいることを明かした。報告が遅れたのは、前事務所との話し合いで公表できなかったことが理由だったと自身のブログで説明されている。

## 出演作品

### テレビアニメ
- ジパング   (2004年)
- アイシールド21（2005年 - 2007年、生徒、チアガール、石丸静香、母親、子供 他）
- capeta（2005年、従業員、アナウンス、女生徒）
- まもって!ロリポップ（2006年、保険医、サリア）
- 妖怪人間ベム（2006年、ナース）
- ヴァンパイア騎士（2008年、女子生徒、夜会のゲスト）-2シリーズ
- 家庭教師ヒットマンREBORN!（2008年、アナウンス）
- 遊☆戯☆王5D's（2008年、パティ、ケイト、記者、イェーガーの母、女、ギンガ母）
- ジュエルペット（2009年 - 2013年、ミルキィ、朋絵）-5シリーズ
- IS〈インフィニット・ストラトス〉2（2013年、黒ウサギ隊）

### ゲーム
- アカツキ電光戦記（2007年、完全者）
- 遊☆戯☆王ファイブディーズ タッグフォース4（2009年、一般キャラクター）
- エヌアイン完全世界（2010年、カティ、完全者）
- 遊☆戯☆王ファイブディーズ タッグフォース5（2010年、一般キャラクター）
- 遊☆戯☆王ファイブディーズ タッグフォース6（2011年、一般キャラクター）
- SNKヒロインズ 〜Tag Team Frenzy〜（2018年、ジャンヌ）

### ドラマCD
- ファイブ（女子生徒2）

### CM
- 夢色パティシエール スイーツガード コレクション